# La Luna de Madrid
La Luna de Madrid (pl. "Księżyc Madrytu") – madrycki miesięcznik kulturalny, związany z ruchem kulturowym la movida madrileña. Redaktorem naczelnym pisma był Juan Carlos de Laiglesia. Czasopismo to odegrało znaczącą rolę w popularyzacji terminu "ponowoczesność" (postmodernidad) w Hiszpanii.
Pismo obejmowało bardzo różnorodną tematykę – zawierało artykuły na temat sztuki (m.in. literatury, malarstwa, komiksu, fotografii, teatru, architektury, filmu i muzyki rockowej), sportu, kulinariów, recenzje lokali i publikacji, aktualności z życia kulturalnego miasta i informacje o wydarzeniach, teksty piosenek, komiksy (m.in. autorstwa Ceesepe), komiksy, fotonowele, informacje plotkarskie oraz ambitne artykuły poświęcone poważnym tematom. Juan Madrid publikował w nim obrazki z życia stolicy (cykl La jungla de Madrid), a reżyser Pedro Almodóvar opowiadania o fikcyjnej gwieździe porno Patty Diphusa, ukazywały się tam także wywiady z artystami movidy.
La Luna de Madrid była wydawana na papierze niskiej jakości, jednak formatem przypominało luksusowe pismo. Częściowo opierało się na estetyce fanzinu.